# Abbas Dabbaghi
Abbas Dabbaghi Souraki (in persiano عباس دباغى سوركى‎; Sari, 9 marzo 1987) è un lottatore iraniano.
Specializzato nei 55kg, ha partecipato, ai Giochi di Pechino 2008, raggiungendo il 10º posto.
Sempre nella divisione 55 kg ha vinto 1 bronzo ai Campionati Asiatici 2007 e 1 argento ai Mondiali 2009.
Ha anche vinto una medaglia d'argento ai Mondiali Junior 2006 e una medaglia d'oro alla Takhti Cup 2009.